# Végépolys Valley
 (septembre 2014).
Vegepolys Valley, anciennement Végépolys, est un pôle de compétitivité à vocation mondiale, reconnu par le gouvernement français, dont le siège est basé à Angers, qui fédère les entreprises, les centres de recherche et de formation dans le domaine du végétal.
Le pôle est présent sur quatre régions : la Bretagne, les Pays de la Loire, le Centre-Val de Loire et l'Auvergne Rhône-Alpes. Il regroupe plusieurs filières de la production végétale : la floriculture, le maraîchage, l’arboriculture, la vigne, les plantes médicinales (santé, beauté, bien-être), les champignons, les semences et jeunes plants, le cidre et le tabac.
Le pôle stimule et accompagne la co-conception des innovations de l'amont à l'aval. L'innovation se décline principalement en 7 axes :
- 3 axes pour une PRODUCTION végétale compétitive et de qualité, respectueuse de l’environnement, de la santé des consommateurs et des producteurs :
  - Innovation Variétale et Performance des semences et plants
  - Santé du Végétal
  - Nouvelles Technologies et Pratiques pour les systèmes de production
- 4 axes pour le développement des USAGES alimentaires et non-alimentaires des végétaux en gagnant en qualité, praticité, services, naturalité :
  - Végétal pour l’alimentation humaine et animale
  - Nutrition, Prévention santé, Bien-être, Cosmétique
  - Agromatériaux et Biotransformation
  - Végétal Urbain

On dénombre plus de 4 000 entreprises du végétal en Pays de la Loire employant plus de 30 000 personnes. Angers et sa région comptent de grands centres de formation et de laboratoires de recherche sur le végétal : l’Institut national de la recherche agronomique (INRA), Agrocampus ouest, l'université d'Angers, le GEVES, ou l’École supérieure d'agriculture d'Angers structuré au sein de la SFR QUASAV. Avec la structuration du pôle, on compte désormais plus de 450 chercheurs, ingénieurs techniciens ainsi que 2 500 étudiants.

## Historique
Le pôle végétal angevin a été créé le 26 novembre 2004 sous la forme d'une association loi de 1901 avec pour objet la contribution au développement des filières spécialisées dans le végétal en Anjou, en Pays de la Loire, en France et en Europe.
D'abord nommé Comité Interprofessionnel du Végétal Spécialisé (CIVS), sa dénomination a changé pour son nom actuel lors de l'assemblée générale le 23 mars 2007.
En 2018, dans le cadre de l'évolution des pôles de compétitivité et de re-labellistion pour la période 2019-2022 (Phase IV), Végépolys a déposé un projet afin de fusionner avec Céréales Vallée (basé à Clermont-Ferrand) de façon à créer un pôle de compétitivité d'envergure mondiale sur tout le domaine du végétal. La fusion-absorption est effective depuis le 27 juin 2019 sous le nom Vegepolys Valley.
En 2023, Vegepolys Valley compte 645 structures adhérentes, dont 508 entreprises. 

## Activités
En 2021, Vegepolys Valley a soutenu 64 projets de recherche autour du végétal, pour un total de 112 millions d'euros.
En 2023, il accompagne 92 projets R&D.